# Plate-forme Volkswagen MEB
La plate-forme MEB (Modularer E-Antriebs-Baukasten) est une plate-forme automobile modulaire du groupe Volkswagen.
Elle équipe des véhicules électriques propulsion ou à 4 roues motrices.
Les véhicules sont dotés en série d’un électro moteur sur l’essieu arrière. Ils peuvent recevoir un second moteur sur l’essieu avant..

## Histoire
La Volkswagen ID.3 est le premier modèle du groupe basé sur cette plate-forme.
En décembre 2022, Volkswagen présente la plateforme MEB+, évolution de la MEB, permettant une puissance de charge plus élevée et une autonomie de plus 700 km aux véhicules.

## Modèles
| Marque     | Modèle    | Image | Années de production | Segment                         |
| ---------- | --------- | ----- | -------------------- | ------------------------------- |
| Audi       | Q4 e-tron |       | 2021 -               | SUV compact SUV compact coupé   |
| Audi       | Q5 e-tron |       | 2022 -               | SUV compact                     |
| Cupra      | Born      |       | 2021 -               | Compacte                        |
| Cupra      | Tavascan  |       | NC                   | SUV compact                     |
| Škoda      | Enyaq     |       | 2021 -               | SUV familial SUV familial coupé |
| Volkswagen | ID.3      |       | 2019 -               | Compacte                        |
| Volkswagen | ID.4      |       | 2021 -               | SUV familial                    |
| Volkswagen | ID.5      |       | 2021 -               | SUV familial coupé              |
| Volkswagen | ID.6      |       | 2021 -               | SUV familial 7 places           |
| Volkswagen | ID.7      |       | 2023 -               | Berline                         |
| Volkswagen | ID. Buzz  |       | 2022 -               | Mini-bus Camionnette            |